# Jícara (electricidad)

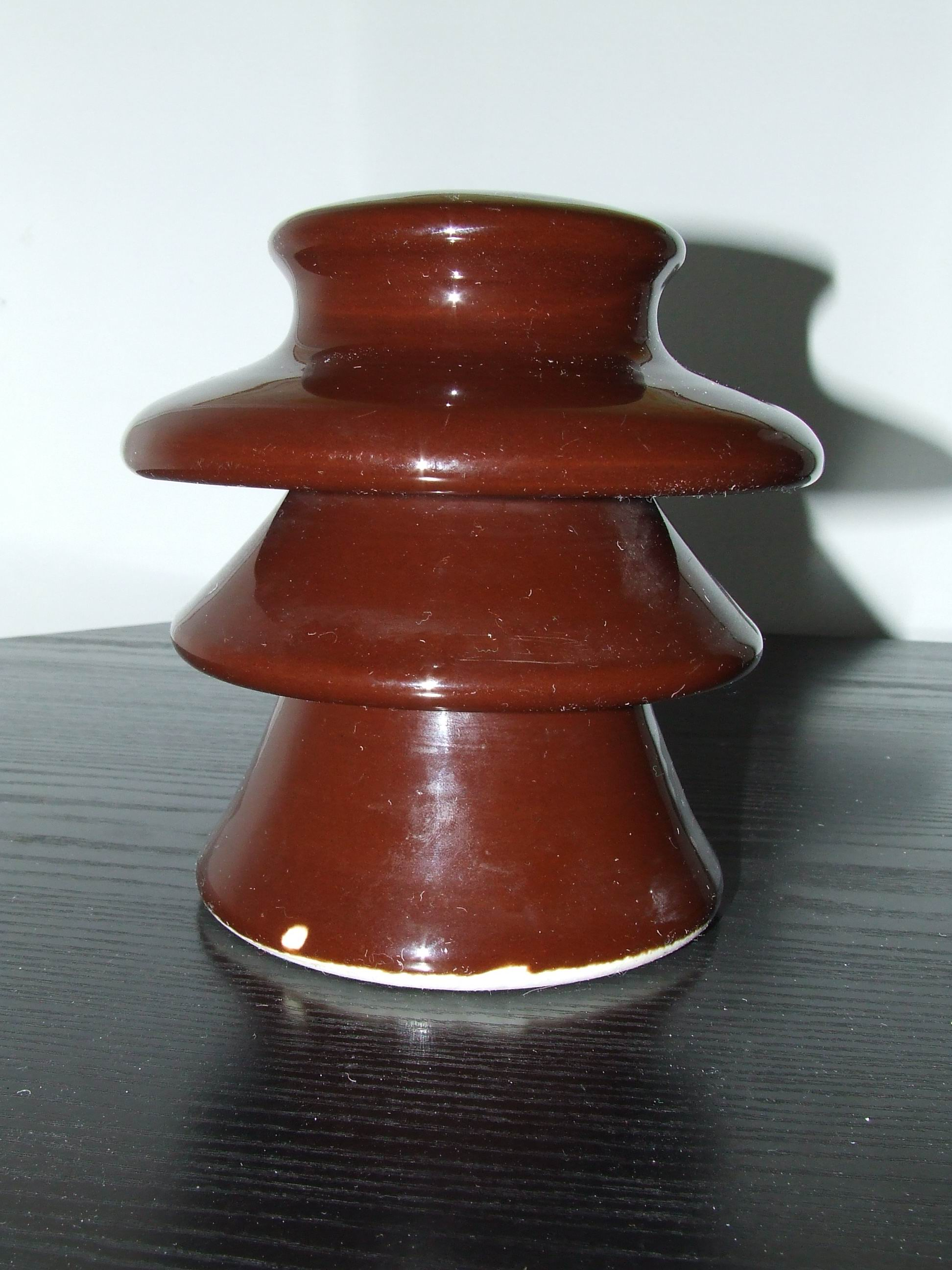
Jícara.

Una jícara es un elemento de aislamiento eléctrico fabricado habitualmente en materiales cerámicos o en cristal, ahora sustituidos por otro tipo de elementos. Se encontraban en postes de tendido eléctrico y de telégrafo. Soportaban los cables, para evitar que estos los tocaran, reduciendo el riesgo de descarga.
Se usaban también en los cables de sujeción de las antenas de onda media, disminuyendo la tensión que estos adquirían al estar sometidos a la energía radiada por las antenas, que podía llegar a producir descargas al ser tocados. Paralelamente, se cercaban las inmediaciones de las mismas. 
Su caída en desuso las ha convertido en un mero elemento decorativo.[cita requerida]
Su nombre se debe al parecido formal de estas piezas con el recipiente para beber llamado jícara.